# Losonci Anna
Losonci Anna (1551 – Szomolány, 1596. február 22.) Balassi Bálint szerelme, Losonci István temesvári várkapitány és Pekri Anna lánya, Losonci Fruzsina húga.

## Életpályája
A hős temesvári kapitány, Losonci István leánya. A későbbi horvát bán, báró Ungnád Kristóf felesége volt, amikor Balassi Bálint megismerte. A költő hiába ostromolta szerelmével, akkor sem adta neki a kezét, amikor még fiatalon özvegységre jutott. Harmadszor Forgách Zsigmondhoz ment feleségül 1589-ben. Balassi ekkor anyagi követelések miatt pert indított ellene.